# The End of the Pier
The end of the pier är debutalbumet från den brittiska musikgruppen The Workhouse. Albumet utgavs 2004.

## Låtlista
- 1  Steelworks Sea and Sky
- 2  Peacon Workhouse
- 3  Ice Cream Van
- 4  The Ship
- 5  John Noakes
- 6  Mouse
- 7  Trading Estate
- 8  Goodbye Gudni
- 9  The End of the Pier
- 10  Mr. Sheen [*]
- 11  Nancy [*]
- 12  Terry Feels Sick [*]